# Jindřich Durčák
Jindřich Durčák (17. září 1958) je bývalý československý a český zápasník – klasik.

## Sportovní kariéra
Se zápasením začínal v klubu třineckých železáren TJ TŽ pod vedením Jiřího Fraňka. Vrcholově se připravoval v Ostravě v klubu TJ Baník pod vedením Jana Neckáře, mimo povinné vojenské služby v trenčínské Dukle na přelomu sedmdesátých a osmdesátých let dvacátého století. Do československé reprezentace klasiků vedené Vítězslavem Máchou se prosadil v roce 1982 v lehké těžké váze do 90 kg.
V roce 1984 ho připravil bojkot zemí východního bloku o start na olympijských hrách v Los Angeles. Olympijskou formu potvrdil v červenci na kompenzačním turnaji Družba 84 (Truc olympiádě). V silné konkurenci obsadil krásné třetí místo, když v souboji o bronz porazil svého osudového soupeře Bulhara Anatanase Komševa 5:2 na technické body. V roce 1986 na mistrovství světa v Budapešti porazil Komševa v závěrečném utkání skupiny těsně 5:4 na technické body a postoupil do souboje o třetí místo proti Japonci Jasutoši Morijamovi. Vyrovnaný souboj s Japoncem vyhrál na pomocná kritéria a obsadil nečekané třetí místo. Do olympijského roku 1988 však formu neudržel. Nový reprezentační trenér Ervín Varga ho přestal po svém příchodu v závěru roku 1987 na reprezen Dtační srazy zvát.

### Výsledky v zápasu řecko-římském
| Turnaj             | 1982 | 1983 | 1984 | 1985 | 1986 | 1987 |
| Turnaj             | 24   | 25   | 26   | 27   | 28   | 29   |
| Turnaj             | –90  | –90  | –90  | –90  | –90  | –90  |
| ------------------ | ---- | ---- | ---- | ---- | ---- | ---- |
| Olympijské hry     |      |      | —    |      |      |      |
| Mistrovství světa  | 5.   | 6.   |      | úč.  | 3.   | —    |
| Mistrovství Evropy | —    | úč.  | 7.   | úč.  | —    | úč.  |